# Federació Catalana de Salvament i Socorrisme
La Federació Catalana Salvament i Socorrisme és l'organisme rector que ordena, impulsa i dirigeix tota l'activitat esportiva dels salvament i socorrisme a Catalunya. Forma part de la Unió de Federacions Esportives de Catalunya.

## Història
Encara que el salvament i socorrisme és una activitat molt antiga en la seva faceta humanitària, la que s'entén per rescatar persones que tenen un incident en el medi aquàtic, no ho és tant en el seu vessant esportiu. No és fins al principi del XX quan es pot dir que neix com a activitat esportiva i el tret de sortida el va donar la creació el 1901 de la Federació Francesa de Salvament, que un any després ja va organitzar els primers campionats d'aquesta naixent activitat amb proves com 'salvament nàutic amb maniquí', 'salvament amb incendi', 'maniobra d'embarcació', 'llançament de salvavides' i 'ajuda en accidents i asfíxies' A Catalunya, les primeres competicions d'aquesta modalitat, les va organitzar a finals dels anys deu del segle XX el Club Natació Barcelona amb col·laboració amb la Sociedad Española de Salvamento de Náufragos, que el 1881 havia creat la seva delegació a Barcelona. I també la Federació Catalana de Natació, en els anys trenta, i la Creu Roja, a partir de 1942, van fer cursets de salvament i socorrisme. Però no va ser fins a l'any 1957, quan es va crear la Comissió Nacional de Salvament dins de la Federació Espanyola de Natació, que realment es va desenvolupar aquest esport. Amb poc temps, va créixer tant que el 1961 es va separar de la natació per crear la Federació Espanyola de Salvament i Socorrisme, presidida per Fernando de Martel Viniegra, que des de 1959 era també president de la Federació Internacional. Uns mesos després naixia la Federació Catalana i immediatament es va crear el Campionat de Catalunya i la selecció catalana va començar a competir en les competicions regionals que organitzava la Federació Espanyola. Des del primer moment, Catalunya va ser una potència esportiva en aquesta modalitat i també en l'organització de competicions. Aquest prestigi va fer que la Federació Internacional concedís a Barcelona l'organització del Campionat del Món el 1974. El 1982, es va organitzar el Critèrium Internacional de Salvament amb motiu dels vint anys d'existència de la Federació Catalana, i el I Congrés Català de Salvament Aquàtic organitzat el 2002 en commemoració del quarantè aniversari de la seva creació. El 2102 va organitzar el I Congrés Català de Salvament Aquàtic a l'INEFC de Barcelona. Combina l'activitat esportiva amb la professional o humanitària, ja que s'encarrega de tot el procés de formació i titulació dels tècnics en salvament aquàtic que porten a terme la vigilància i el control dels llocs destinats al bany públic en el nostre país. Dirigeix la selecció catalana de salvament aquàtic, que participa en l'Open Internacional d'Holanda, a la Copa Colmar de Franca, a la Nivea Cup i al Campionat d'Espanya per autonomies. Disposa d'una àrea esportiva i d'una arbitral. Té la seu a l'Hospitalet de Llobregat, i subseus a Reus, Lleida i Porqueres

### Francisco José de Lacambra Estany(1962-1980)
Va ser el primer president quan aquesta es va constituir l'any 1962. també va ser vicepresident de la federació espanyola a partir de 1967, va haver de deixar el càrrec per qüestions de salut.

### Mercè Oliveró Capellades (1980-1991)
Va començar en el món de l'esport l'any 1955, quan va ser nomenada regidora provincial d'Educació Física de la Sección Femenina. Aquest càrrec la va convertir en vocal de les juntes directives de les federacions catalanes que practicaven algun esport femení i en responsable dels festivals escolars de gimnàstica i dels campionats escolars de diversos esports. També va ser un dels membres més actius del Club Panathlon Internacional. El 1962 va entrar com a delegada de l'equip federatiu que participava en els Campionats d'Espanya. Dos anys més tard, va ser la responsable de l'organització, per primera vegada a Catalunya, dels cursos de Primers Auxilis i Salvament Aquàtic i de Muntanya, i el 1974 es va convertir en la presidenta del Comitè Executiu dels Campionats del Món que es van celebrar a Barcelona.
El 1975 va ocupar la vicepresidència, i també va presidir la junta gestora que es va crear el 1982 quan es va iniciar el procés per convertir-se en Federació Catalana amb entitat jurídica pròpia i va tornar a ocupar el càrrec fins a l'any 1991.

### Jordi Mensa Lerin (1991-1992)
Havia estat vicepresident en la junta que presidia Mercè Oliveró i va presidir breument la federació entre el mes de maig de 1991 i el mes de febrer de 1992.

### Hortènsia Graupera Monar(1992-2008)
El 1974, va formar part del Comitè Organitzador del Mundial de Salvament i Socorrisme que es va disputar a Barcelona, i el 1983 es va incorporar al Comitè Tècnic de la Federació Espanyola, del qual va ser presidenta entre 1987 i 1991. També va ser pionera en convertir-se en una de les primeres dones a obtenir la categoria d'àrbitre internacional de la Federació Internacional de Socorrisme i a formar part del seu comitè arbitral. Abans de ser presidenta, havia format part des de 1973 de la junta directiva, i després de deixar-la va passar a ser la vicepresidenta econòmica. També va pertànyer a la Federació Espanyola, i va ocupar diversos càrrecs tècnics a la divisió de sincronitzada de les Federacions Catalana, Espanyola i Europea de Natació.

### Jordi Fort Solé (2008-2012)
Les seves primeres passes com a dirigent les va donar en el Club Natació Tortosa, que va presidir entre 1987 i 2000. Durant el seu mandat el club tortosí va crear les Seccions d'Atletisme, Triatló i Salvament i Socorrisme, i va organitzar un Campionat d'Espanya de Sincronitzada, un de Salvament i Socorrisme i un de Natació. Membre del Consell Esportiu del Baix Ebre, també va ser oficial àrbitre de natació entre 1989 i 2000 i de natació sincronitzada entre 1994 i 2000Va entrar a la federació l'any 2000 com a delegat territorial de les Terres de l'Ebre i ocupà la vicepresidència fins al 2008, quan va guanyar les eleccions a la presidència.

### Anaïs Cobo Ayuela (2012-2013)
Federada en el CN Kallipolis, va ocupar la presidència sense necessitat d'eleccions en no tenir cap rival. També practica el triatló, les curses de fons i les travesses de muntanya.